# Джек Глісон
Джек Глісон (англ. Jack Gleeson; нар. 20 травня 1992) — ірландський актор, відомий за своєю роллю Джоффрі Баратеона у серіалі HBO «Гра престолів».

## Життєпис
Народився в місті Корк, Ірландія.
З восьми років виступає на сцені. З 2004 по 2010 навчався в приватній школі Дубліна. Зараз здобуває освіту з філософії та теології в Триніті-коледжі.
У 2012 році Ґлісон заснував «Collapsing Horse Theatre Company». З того часу театр гастролював не тільки по Ірландії, а також виступали в Лондоні, Едінбурзі, Нью-Йорку.

## Кар'єра
Акторську кар'єру почав зі зйомок у короткометражних фільмах. У 2005 зіграв епізодичні ролі в фільмах «Бетмен: Початок» та «Гриби».
У 2009 році був затверджений на роль Джоффрі Баратеона в телесеріалі HBO «Гра престолів». 
У 2014 році Ґлісон підтвердив, що після завершення своєї роботи у серіалі «Гра престолів» він покине акторську кар'єру. У серпні 2014 року Джек та його компанія з театру Collapsing Horse взяли участь в Единбурзькому фестивалі «Межа» з ляльковим спектаклем під назвою «Ведмеді в космосі», другий виступ відбувся у 2015 році у Театрі Сохо в Лондоні.
У 2019 році Глісон двічі з'являвся на публіці. У червні він взяв участь у музично-комедійній програмі AMUSICAL на комедійному фестивалі "Kilkenny Cat Laughs" у Кілкенні разом з коміками Елеонорою Тірнан та Елісон Спіттл   У серпні він несподівано з'явився на заході "Over the Top Wrestling's Trinity Brawl 2" у Дубліні, де зіграв обличчя, влучно назване «телевізійним Джеком Глісоном», навпроти ірландського рестлера Джей Мані.
У 2020 році Глісон повернувся на телебачення в серіалі Сари Паско «Збожеволіти».

## Джек Глісон і Україна
16 лютого 2023 приїхав до Києва, де зустрівся з шанувальниками у Київському академічному театрі юного глядача на Липках, а гроші від цього заходу передадуть Збройним силам України. Взяв участь у «Кіноінтенсиві» #17 Андрія Клименкова, відвідав книгарню у «Сяйво», зустрівся з гуртом «Kalush», учасники якого подарували йому рожеву панамку.
Під час повітряної тривоги у столиці йому запропонували піти до укриття. На що актор відповів: «Я не боюся, якщо ви не боїтесь; якби ви запанікували, я б теж злякався. Мене надихає ваша стійкість, я захоплююсь вами». «Я живу в Ірландії, де немає війни, але до мого народження там було багато війн і конфліктів, тому боляче дивитися, як руйнуються будинки, як гинуть люди і тяжко жити звичайне життя».

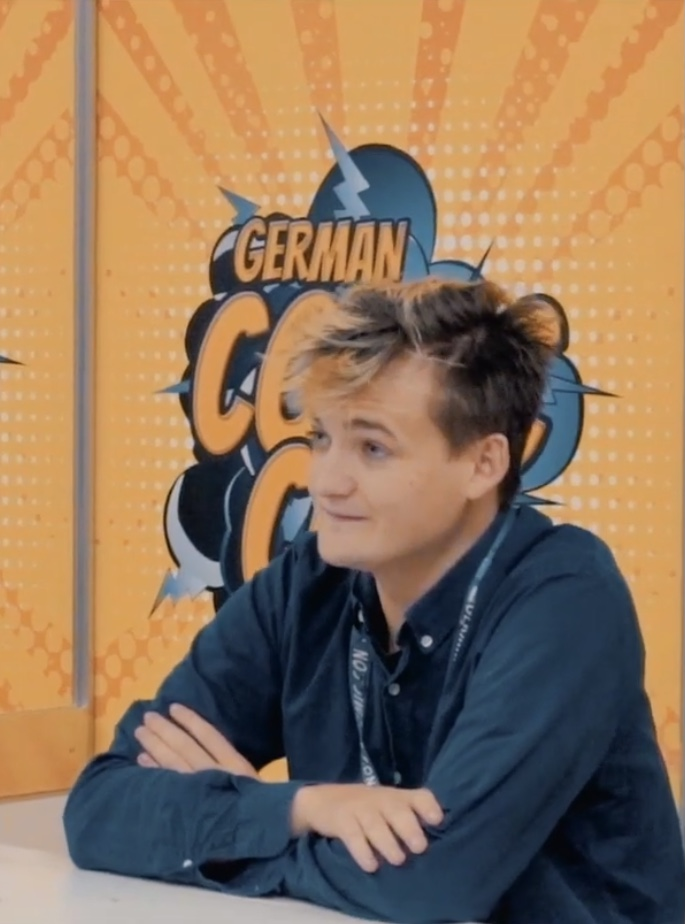
Джек Ґлісон на Німецькому фестивалі коміксів 2018 у Дортмунді

2 листопада цього ж року зачитав у вишиванці вірш Сергія Жадана «Headphones» з англійським перекладом. Цей вірш був надрукований онлайн версію «Нью-Йорк таймс».
У березні 2025. року зачитав щоденник хлопчика із Маріуполя .

## Фільмографія

### Фільми
| Рік  | Назва                           | Оригінальна назва                 | Роль             | Примітки               |
| ---- | ------------------------------- | --------------------------------- | ---------------- | ---------------------- |
| 2002 | Влада вогню»                    | Reign of Fire                     | Дитина           | в титрах не зазначений |
| 2002 | День переїзду                   | Moving Day                        | Джек             | короткометражка        |
| 2003 | Історія риби                    | Fishtale                          | Хлопчик з рибою  | короткометражка        |
| 2004 | Том Вейтс примушує мене плакати | Tom Waits Made Me Cry             | Молодий Вінсент  | короткометражка        |
| 2005 | Бетмен: Початок                 | Batman Begins                     | Хлопчик          |                        |
| 2007 | Гриби                           | Shrooms                           | Одинокий близнюк |                        |
| 2009 | Сяяння веселки                  | A Shine of Rainbows               | Сімус            |                        |
| 2010 | Усі гарні діти                  | All Good Children                 | Дара             |                        |
| 2016 | Чат                             | Chat                              | Адам             | короткометражка        |
| 2021 | Хлопець Ребекки                 | Rebecca's Boyfriend               | Рорі             |                        |
| 2023 | На землі святих і грішних       | In the Land of Saints and Sinners | Кевін            |                        |

### Серіали
| Рік       | Назва             | Оригінальна назва | Роль             | Примітки     |
| --------- | ----------------- | ----------------- | ---------------- | ------------ |
| 2006—2008 | Кіллінаскаллі     | Killinaskully     | Па Коннорс-мол.  | 4 епізоди    |
| 2011—2014 | Гра престолів     | Game of Thrones   | Джоффрі Баратеон | 26 епізодів  |
| 2020      | З глузду з'їхала  | Out of Her Mind   | Каспер           | 2 епізоди    |
| 2023      | Сексуальна освіта | Sex Education     | Мо               | 2 епізоди    |
| 2023      | П'ятеро друзів    | The Famous Five   | Томас Вентворт   | 1 епізод     |
| ТВА       |                   | Safe Harbor       | Фаррел           | головна роль |

## Нагороди та номінації
- 2011 — номінація «Найкращий злодій телебачення» премія IGN Summer Movie Awards за роль у «Грі престолів»
- 2012 — номінація «Найкращий злодій телебачення» премія IGN Summer Movie Awards за роль у «Грі престолів»
- 2012 — нагорода «Найкращий злодій телебачення — вибір глядачів» премія IGN Summer Movie Awards за роль у «Грі престолів»
- 2012 — номінація «Найкращий акторський склад у драматичному серіалі» премія Гільдії кіноакторів за роль у «Грі престолів»
- 2013 — номінація «Найкращий злодій телебачення» премія IGN Summer Movie Awards за роль у «Грі престолів»
- 2014 — номінація «Найкраще виконання ролі молодим актором або актрисою в телесеріалі» премія «Сатурн» за роль у «Грі престолів»
- 2014 — номінація «Найкращий акторський склад у драматичному серіалі» премія Гільдії кіноакторів за роль у «Грі престолів»
- 2014 — номінація «Ми любимо ненавидіти тебе» премія «Молодий Голлівуд» за роль у «Грі престолів»